# Він знову тут (фільм)
«Він знову тут» (нім. Er ist wieder da) — фільм режисера Давида Внендта за однойменним романом німецького журналіста Тимура Вермеша.

## Сюжет
Берлін, 2014 рік на пустирі приходить у себе німецький диктатор Адольф Гітлер.

## Цікаві факти
- Коли головному редактору каналу повідомляють про неможливість продовжувати мовлення телеканалу у зв'язку з низькими рейтингами, розігрується сцена, що повністю повторює сцену з фільму «Бункер» (Der Untergang), що оповідає про останні дні Гітлера, де розлючений Адольф Гітлер вибухає гнівом на своїх генералів і сипле прокльонами.
- У фільмі Гітлер носить пістолет FN Model 1910. В реальності особистою зброєю Гітлера був Walther PPK

## Прокат та критика
Фільм був успішним у прокаті.
Проте, картина отримала доволі змішані відгуки критиків.

## Номінації та премії
- 2016 — Номінація Німецької кінопремії в категоріях «найкращий художній фільм», «найкраща режисура», «найкраща чоловіча роль», «найкраща чоловіча роль другого плану»[5]
- 2016 — Номінація 29-ї Премії Європейської кіноакадемії (Вроцлав, Польща) в категорії «найкраща європейська комедія»[6]
- 2016 — Премія «Бембі» (Берлін, Німеччина) в категорії «найкращий німецький фільм»[7]
- 2016 — Премія CIVIS (Берлін, Німеччина) в категорії «найкращий європейський художній фільм»[8]